# Schloss von Treskow

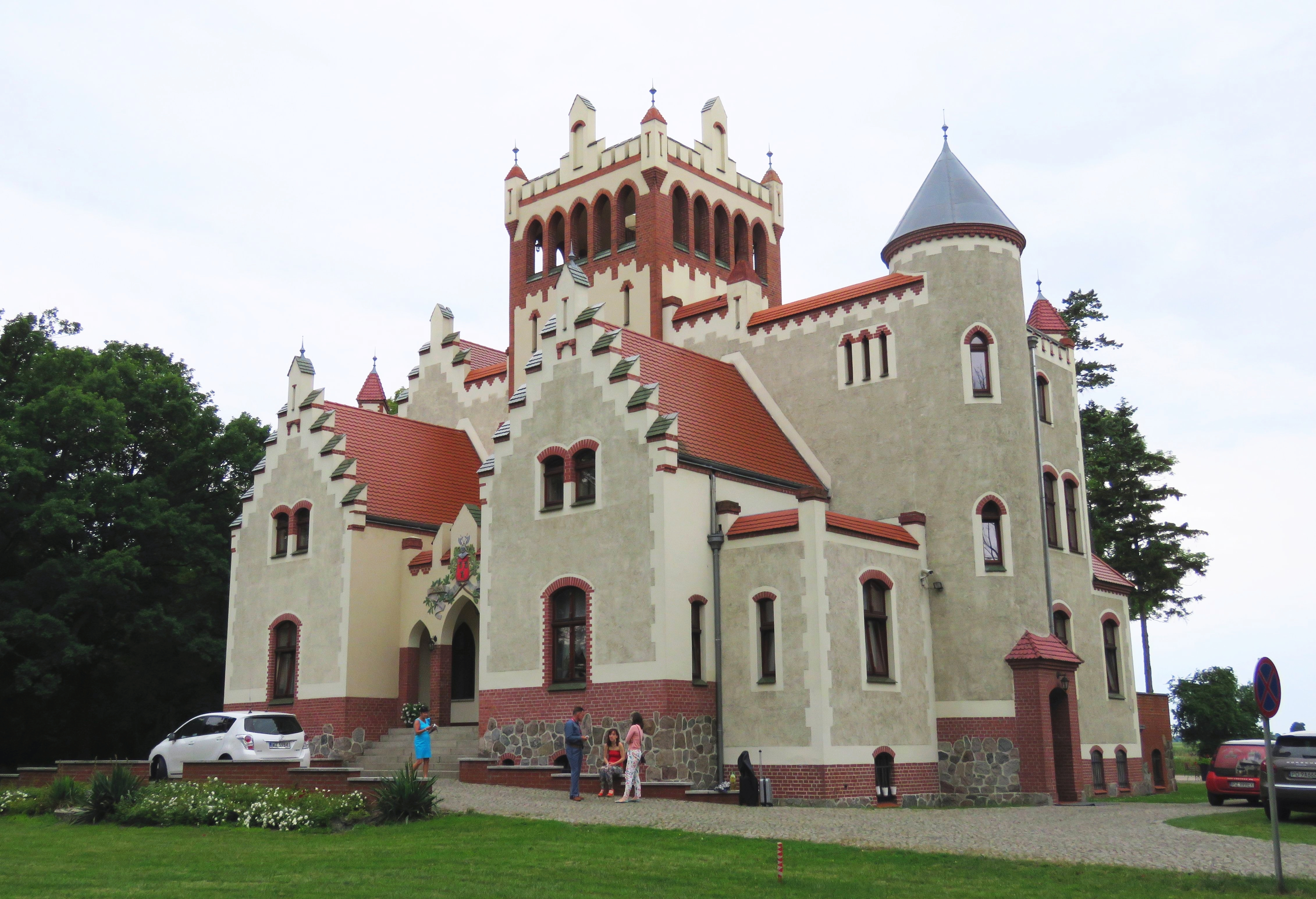
Schloss von Treskow

Schloss von Treskow, auch Schloss Ährensee, ist ein Schloss in Strykowo, Gemeinde Stęszew, in Polen.

## Geschichte
Das Herrenhaus wurde 1900 im neugotischen Stil für den damaligen Besitzer des Landgutes der einflussreichen briefadeligen Familie von Treskow, für Hans von Treskow (1866–1931), vormals kgl. preuß. Oberleutnant der Landwehr-Inf. a. D. und mit Johanna Richter (1870–1953) verheiratet, erbaut. Seine Eltern waren der Owinsker Gutsbesitzer Otto von Treskow und Berta Bensch. Bereits um 1885 gehörte dieser Familie das Gut mit einer Brennerei im Ort sowie ein Grubenbetrieb. Zuvor gehörte das Gut Herrn Rittergutsbesitzer Wilhelm Petzel-Dobrojewo und Gut 2 Justizrat Moritz in Posen. Im Ort lebten zu jener Zeit 360 Einwohner.
Zum Besitz gehörten nach 1900 etwa 1.132 ha. Im Schloss wohnte auch zeitweilig der Generalmajor a. D. Wilhelm von Lewinski (1867–1942), liiert mit Margarete von Treskow-Owinsk (1868–1947).
Über dem Haupteingang fällt das Wappen der briefadeligen Familie von Treskow auf, der Angehörigen das Schloss bis 1945 gehörte. Das Bauwerk liegt am Strykowskie-See und ist von einer Parkanlage umgeben. Im Park befinden sich unter Naturschutz stehende 500 Jahre alten Eichen.
Zurzeit befindet sich das Schloss wieder im Privatbesitz, nach seiner Renovierung wurde hier ein Hochzeitshaus eingerichtet. Seit 1991 steht das Schloss unter Denkmalschutz.